# Jezioro Bukowe
Jezioro Bukowe (niem. Buckow See) – jezioro rynnowe w Polsce, położone w województwie zachodniopomorskim, w powiecie choszczeńskim, w gminie Krzęcin.
Akwen leży na Pojezierzu Choszczeńskim. Od południowego wschodu przylega do miejscowości Objezierze. Jezioro o bardzo rozbudowanej linii brzegowej, z licznymi zatokami i półwyspami.